# Isabelle Florennes
Isabelle Florennes, née le 2 août 1967 à Arras (Pas-de-Calais), est une femme politique française. Présidente du Mouvement démocrate des Hauts-de-Seine, Isabelle Florennes est sénatrice des Hauts-de-Seine depuis octobre 2023. 

## Biographie

### Vie privée
Fille du sénateur Jean-Marie Vanlerenberghe, elle est mariée et mère de deux enfants.

### Carrière professionnelle
Après une maîtrise de droit public obtenue à l'université Paris II Panthéon-Assas et un troisième cycle en communication à Sciences Com’, Isabelle Florennes occupe, de 1995 à 1999, la direction du bureau de représentation de l’Association des régions du Grand Est, à Bruxelles. Puis, elle intègre le Centre national de la fonction publique territoriale (CNFPT) en tant que chargée de mission « Europe », avant de rejoindre la fonction publique territoriale en tant qu’attachée territoriale pour quatre ans[source insuffisante].
En 2004, elle devient collaboratrice parlementaire de son père, Jean-Marie Vanlerenberghe, sénateur du Pas-de-Calais depuis 2001 et rapporteur général du budget de la commission des Affaires sociales au Sénat depuis 2014. Elle occupe ce poste jusqu'au mois de mai 2017.

### Parcours politique
À partir de 2008, Isabelle Florennes est adjointe au maire de Suresnes Christian Dupuy chargée de la jeunesse et, de 2014 jusqu'à son élection à l'Assemblée nationale en 2017, adjointe au maire aux affaires scolaires, à la suite de son élection en tant que députée, elle devient conseillère municipale de Suresnes. Elle est également conseillère territoriale au sein de l'établissement public territorial Paris Ouest La Défense.
En 2017, elle se présente aux élections législatives. Investie par La République en marche, elle remporte le scrutin avec 67,27 % des suffrages exprimés au second tour, succédant ainsi à Jacqueline Fraysse.
Pour l'élection municipale de 2020, elle apporte son soutien à Guillaume Boudy. Ce dernier étant élu maire de Suresnes, Isabelle Florennes conserve une place d'élue locale au sein du conseil municipal de Suresnes.
Isabelle Florennes est élue en novembre 2017 présidente de la section des Hauts-de-Seine du MoDem, succédant à la conseillère départementale Alice Le Moal.
Candidate à sa propre succession en 2022 lors des élections législatives, elle devance sa rivale de la coalition NUPES avec 36,96 % au premier tour mais est battue au second tour par Sabrina Sebaihi, qui obtient 51 % des voix,.
Elle est élue sénatrice lors des élections sénatoriales de 2023 dans les Hauts-de-Seine. Depuis, elle siège au sein de la commission des Lois, organe dont elle est devenue vice-présidente en octobre 2024.

## Résultats aux élections législatives
| Année | Parti  | Parti | Circonscription       | 1er tour | 1er tour | 1er tour | 2d tour | 2d tour | 2d tour |
| Année | Parti  | Parti | Circonscription       | Voix     | %        | Rang     | Voix    | %       | Issue   |
| ----- | ------ | ----- | --------------------- | -------- | -------- | -------- | ------- | ------- | ------- |
| 2017  |        | MoDem | 4e des Hauts-de-Seine | 15 727   | 43,52    | 1re      | 17 616  | 67,27   | Élue    |
| 2022  | 13 472 | MoDem | 4e des Hauts-de-Seine | 36,96    | 1re      | 17 795   | 49,00   | Battue  |         |